# Ulrich Siegrist

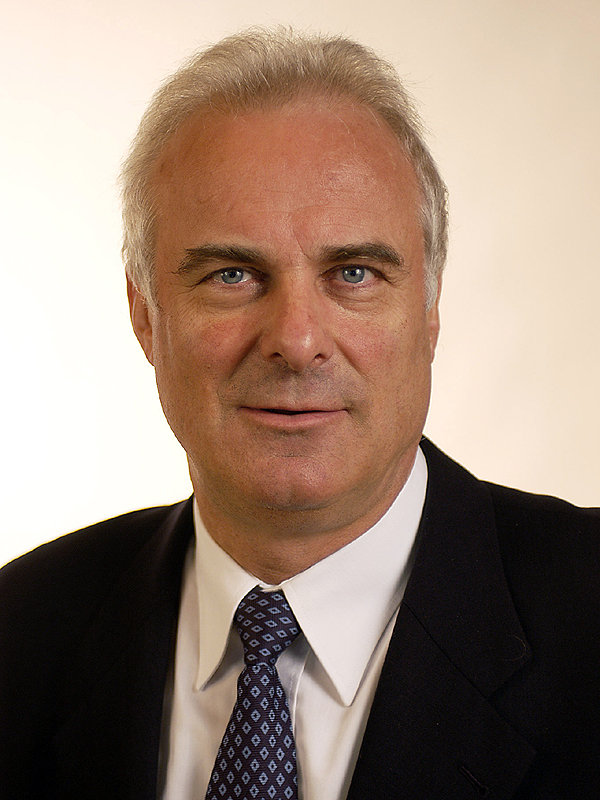
Ulrich Siegrist

Ulrich Siegrist (* 4. Juni 1945 in Fahrwangen, Kanton Aargau) ist ein Schweizer Politiker (SVP / Forum Liberale Mitte), der bis 2007 aktiv war.

## Politik
Siegrist war von August 1979 bis Mai 1983 Grossrat. Von Juni 1983 bis September 1999 amtete er als Regierungsrat seines Kantons. Zwischen Dezember 1999 und Oktober 2007 war er Nationalrat und sass dort in der Sicherheitspolitischen Kommission und der Kommission für Rechtsfragen.
Siegrist war langjähriges Mitglied der Schweizerischen Volkspartei, trat im Mai 2006 aus der Partei aus. Er übte sein Mandat daraufhin als fraktionsloser Nationalrat aus. Im Juli 2007 gründete Siegrist die neue Partei Forum Liberale Mitte, welche erfolglos zu den Nationalratswahlen vom Herbst 2007 antrat.

## Interessenbindungen
Siegrist engagierte sich in folgenden Organisationen: Schweizerische Arbeitsgemeinschaft für Demokratie (Zentralpräsident), Brot für alle (als Präsident des Stiftungsrates), Institut für Strategische Studien, London (Mitglied des Stiftungsrates), Schweizerische Stiftung für Landschaftsschutz, Bern (Mitglied des Stiftungsrates), Stiftung Schloss Lenzburg, Lenzburg (Mitglied des Stiftungsrates), Horizonte Schweiz (Vereinspräsident), Internationale Juristenkommission, Genf, sowie im Verband aargauischer Stromkonsumenten.
Von 1996 bis 2021 war er Mitglied im Stiftungsrat des Forschungsinstituts für biologischen Landbau (FiBL).
Siegrist war von 2000 bis 2005 Zentralpräsident der Schweizerischen Offiziersgesellschaft. Als Milizoffizier im Grade eines Obersts im Generalstab war er in verschiedenen Stabsfunktionen tätig.

## Beruf
Siegrist war Rechtsanwalt in Lenzburg und Lehrbeauftragter an der ETH Zürich. 